# Pantano de Yesa
Pantano de Yesa är en reservoar i Spanien.   Den ligger i provinsen Provincia de Zaragoza och regionen Aragonien, i den nordöstra delen av landet, 300 km nordost om huvudstaden Madrid. Pantano de Yesa ligger 569 meter över havet.